# Marker (Noruega)
Marker é uma comuna da Noruega, com 413 km² de área e 3 409 habitantes (censo de 2004).